# Distretto di Einsiedeln
Il distretto di Einsiedeln è un distretto del Canton Svitto, in Svizzera. Confina con i distretti di Höfe a nord, di March a est e di Svitto a sud e con il Canton Zugo a ovest. Il capoluogo è Einsiedeln.
Il territorio coincide con il solo comune di Einsiedeln.